# 田光 (秦末汉初)
田光，秦末汉初齐国人，齐王田广任命田横为相，田光为守相。
前203年十月，汉王刘邦的大将军韩信打败了齐国的历下（今山东省济南市历下区）守军，随后直打到齐国的都城临淄（今山东省淄博市临淄区）。齐王田广领兵向东逃往高密（今山东省高密市西），派使者向西楚求援。田横逃到博阳（今山东省泰安市东南），田光逃到城阳（今山东省莒县），将军田既驻扎在胶东（今山东省平度市东）。十一月，韩信击败楚将龙且，至城阳俘获了田广。汉军将领灌婴攻下临菑，追击捉住了齐国守相田光，进军到博阳。